# Humanistische Bibliotheek van Sélestat
De Humanistische Bibliotheek van Sélestat bevindt zich in het historische centrum van de Franse stad Sélestat in de Elzas, niet ver van de gotische kerk Saint-Georges en de romaanse kerk Sainte-Foy. Deze bibliotheek omvat een belangrijke collectie oude boeken, waaronder de bibliotheek van de humanistische school en de bibliotheek van Beatus Rhenanus, die sinds 2011 op de Werelderfgoedlijst voor documenten ingeschreven staat. De bibliotheek is een getuige van de intellectuele bloei van Sélestat en van het Rijngebied tijdens de renaissance.

## Geschiedenis en situering
In 1441 werd de humanistische school (école latine) gesticht en in 1452 de parochiebibliotheek. In 1547 overleed Beatus Rhenanus, een humanist uit Sélestat die school had gelopen aan de école latine. Als dankbetuiging aan zijn geboortestad schonk hij zijn persoonlijke bibliotheek aan de stad. Deze nalatenschap werd eerst ondergebracht in de gemeentelijke kanselarij bij het archief van de stad en vervolgens bij de douane. 
In september 1757 werden de werken overgebracht naar het archief van de Saint-Georgeskerk, waar zich ook de werken van de parochiebibliotheek bevonden. In 1840 werden de twee bibliotheken naar het stadhuis verhuisd en werd de gemeentebibliotheek gesticht, die startte met het uitlenen van boeken. Door de aangroei van de bibliotheek werden de lokalen op de tweede verdieping van het stadhuis echter te klein en in 1888 werd besloten om de oude graanschuur om te bouwen, die naar het ontwerp van Gustave Klotz tussen 1843 en 1845 gebouwd was op de plaats van de oude douane. In 1889 verhuisde de bibliotheek naar de eerste verdieping van de oude graanschuur en in 1909 kwamen daar het museum en het gemeentearchief bij. In 1907 werd de westgevel versierd met een mozaïek van César Winterhalter.
Het gebouw liet echter niet meer toe om de verzameling in goede omstandigheden te bewaren en het publiek op gepaste wijze te ontvangen. Daarom werd in januari 2014 gestart met een grondige renovatie die vier jaar zou duren. Op 23 juni 2018 opende de bibliotheek weer haar deuren. De bedoeling van het project is om een groter publiek aan te trekken en om van de bibliotheek een Europees centrum van het boek en het humanisme te maken. Bovendien moet het ook de toeristische uitstraling van de stad en de Centrale Elzas vergroten.

## Collectie
De Humanistische Bibliotheek van Sélestat bevat bijna 70.000 documenten (onder meer boeken, kaarten, prenten, geldstukken en medailles), waarvan meer dan 450 oude en moderne manuscripten en 550 incunabelen en vele gedrukte werken uit de 16e, 17e en 18e eeuw. De bibliotheek blijft haar collectie uitbreiden met werken die van lokaal belang zijn en met werken die te maken hebben met het humanisme en de renaissance.

### Bibliotheek van deécole latine
De école latine of humanistische school van Sélestat werd gesticht in 1441, toen Ludwig Dringenberg door de magistraat van de stad werd benoemd tot hoofd van de school. Hij introduceerde in zijn school de pedagogische methodes van het humanisme. Het aantal leerlingen steeg in de jaren daarna onder hem en zijn opvolgers. Elke school heeft natuurlijk nood aan een bibliotheek, maar het aanschaffen van boeken was in die periode zeer moeilijk, omdat manuscripten zeldzaam en duur waren. In 1452 schonk pastoor Jean de Westhus een dertigtal manuscripten. Dit was het begin van de humanistische bibliotheek van Sélestat. Kort voor zijn overlijden schonk ook Dringenberg zijn boeken aan de school. De bibliotheek werd verder uitgebreid met schenkingen van onder andere Jacques Wimpfeling, een humanist geboren in Sélestat, en Martin Ergersheim, pastoor van de stad van 1503 tot 1518.

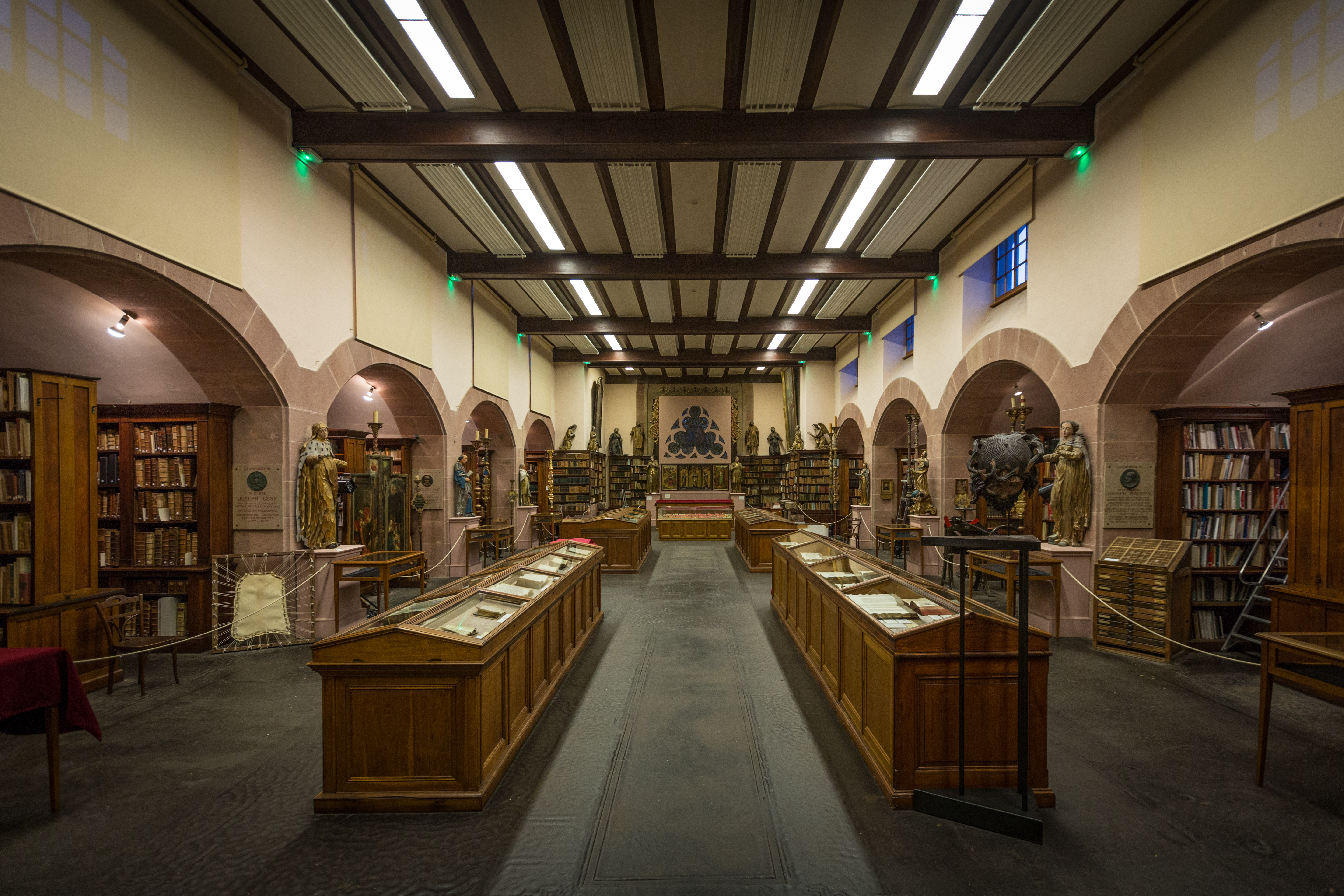
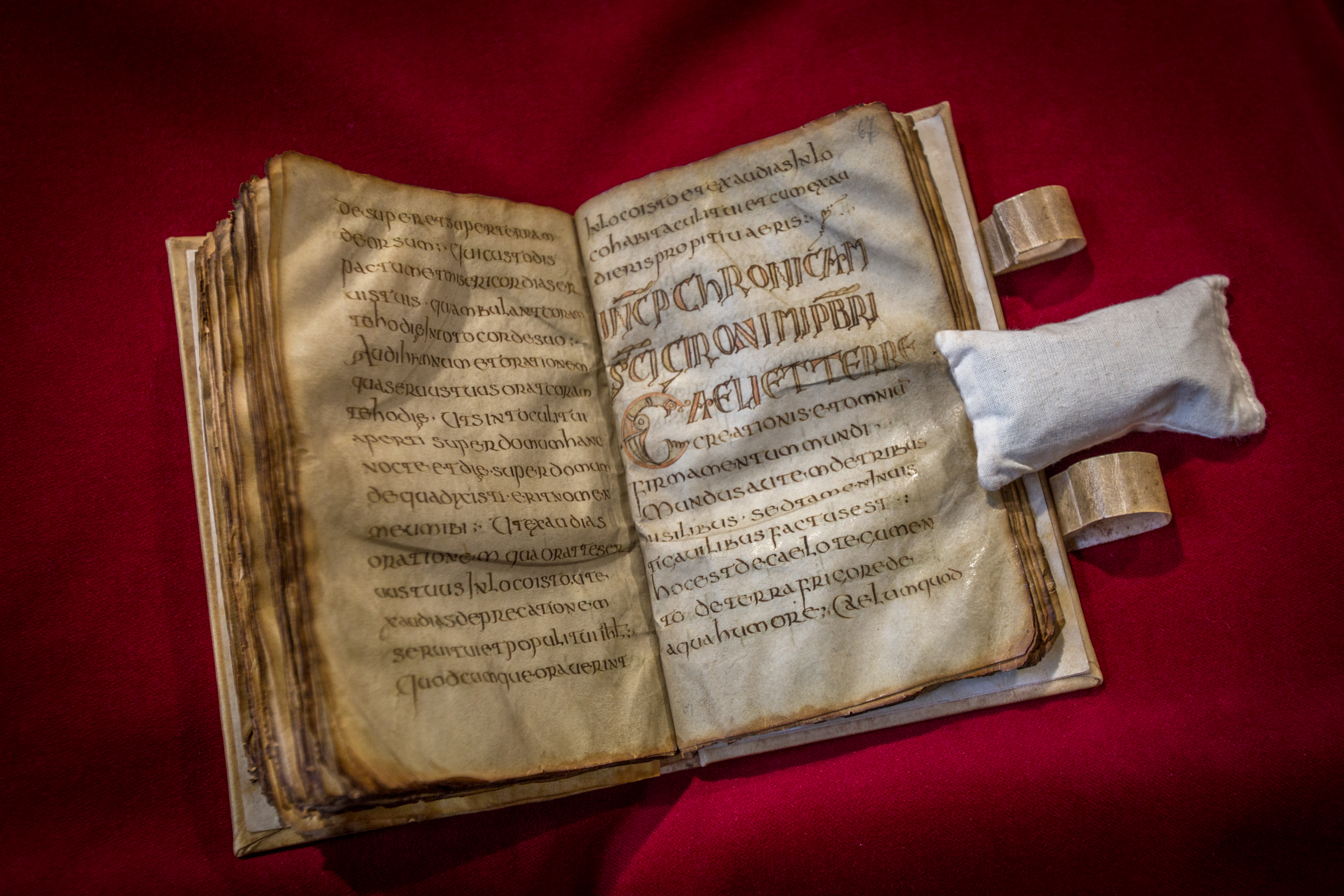
Merovingisch lectionarium uit de 7e eeuw. Het oudste bewaarde boek in de Elzas.
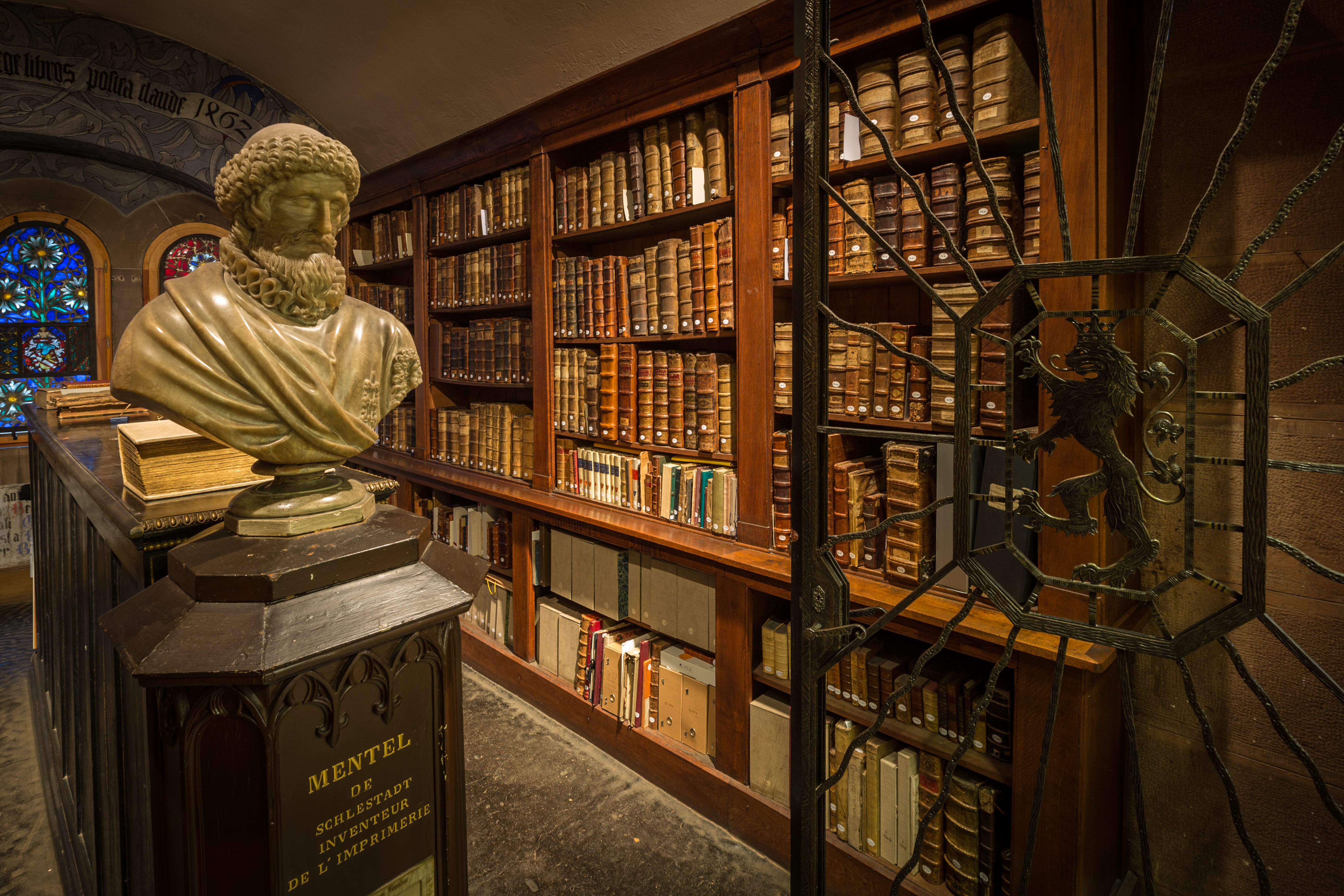
Buste van de drukker Johannes Mentelin in de bibliotheek
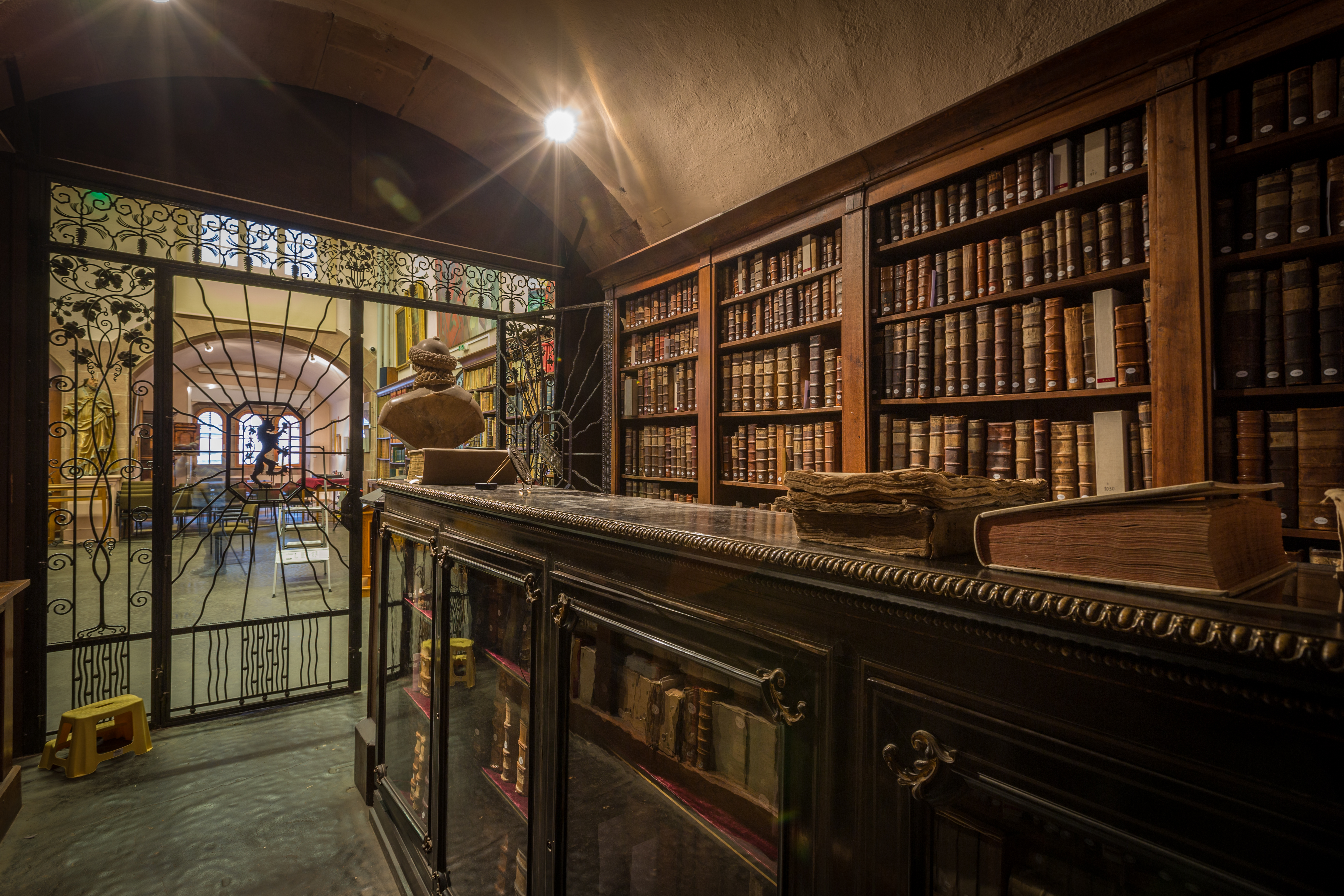

### Bibliotheek van Beatus Rhenanus
Bij zijn dood in 1547 schonk Beatus Rhenanus zijn volledige bibliotheek aan zijn geboortestad Sélestat. De bibliotheek van Beatus Rhenanus bevatte werken die hij had aangekocht met het fortuin van zijn vader, tijdens zijn universitaire studies en gedurende zijn hele literaire carrière. In totaal gaat het om 1686 nagelaten documenten, waaronder 423 volumes met 1287 werken, 41 manuscripten in verscheidene bundels, 33 oude manuscripten, meer dan 250 handgeschreven brieven en lesnotities en oefeningenboeken. Het bijzondere van de bibliotheek is de homogeniteit van haar collectie, die bestaat uit vele uitgaven uit het Parijs van het eerste kwart van de 16e eeuw, uitgaven van Aldus Manutius en Johann Froben en boeken en manuscripten die Rhenanus erfde van zijn leraar, de humanist Jean Cuno.
De collectie is een getuige van het humanisme in de Elzas en de streek van de Rijn. Ze biedt door haar kunstig vervaardigde boekbanden en de geannoteerde pagina's een inzicht in de voornaamste thema's van de intellectuelen uit de streek en, bij uitbreiding, van de hele humanistische beweging van het einde van de 15e en het begin van de 16e eeuw. De notities, oefenboeken en teksten van Rhenanus' studies aan de universiteit vormen een belangrijke getuige van het onderwijs van zijn tijd. De collectie in haar geheel geeft informatie over zowel antieke teksten die Rhenanus bestudeerde als over het dagelijkse leven van zijn tijd, via zijn correspondentie.
Op 26 mei 2011 werd de bibliotheek van Beatus Rhenanus ingeschreven op de Werelderfgoedlijst voor documenten van de Unesco. Het is uitzonderlijk dat een dergelijke coherente collectie, die unieke boeken bevat, in haar geheel werd bewaard. Andere bibliotheken, zoals de Bibliotheca Corviniana, die ook op de Werelderfgoedlijst voor documenten staat, of de persoonlijke bibliotheek van Erasmus, zijn niet in één geheel gebleven. Er zijn renaissancebibliotheken die nog bestaan, maar die behoren vaak toe aan prinsen, pausen of godsdienstige gemeenschappen, zoals de bibliotheek van Malatesta Novello, die ook ingeschreven is op de Werelderfgoedlijst. De bibliotheek van Rhenanus is daarentegen het werk van één man en is het resultaat van iemand die de boeken gebruikte voor zijn werk. Rhenanus' annotaties, commentaren en keuzes in het samenstellen van volumes geven inzicht in de werking van een humanistische geest, de literaire praktijk tijdens de renaissance en het belang van boeken voor de denkers van die tijd. De collectie biedt bovendien een overzicht van de contacten die Rhenanus onderhield met humanisten, hervormers, drukkers en zelfs koninklijke hoogheden van zijn tijd. De collectie is ook van filologisch belang: de drie oude talen (Latijn, Grieks en Hebreeuws) zijn vertegenwoordigd, net zoals moderne talen als Duits, Italiaans en Frans.

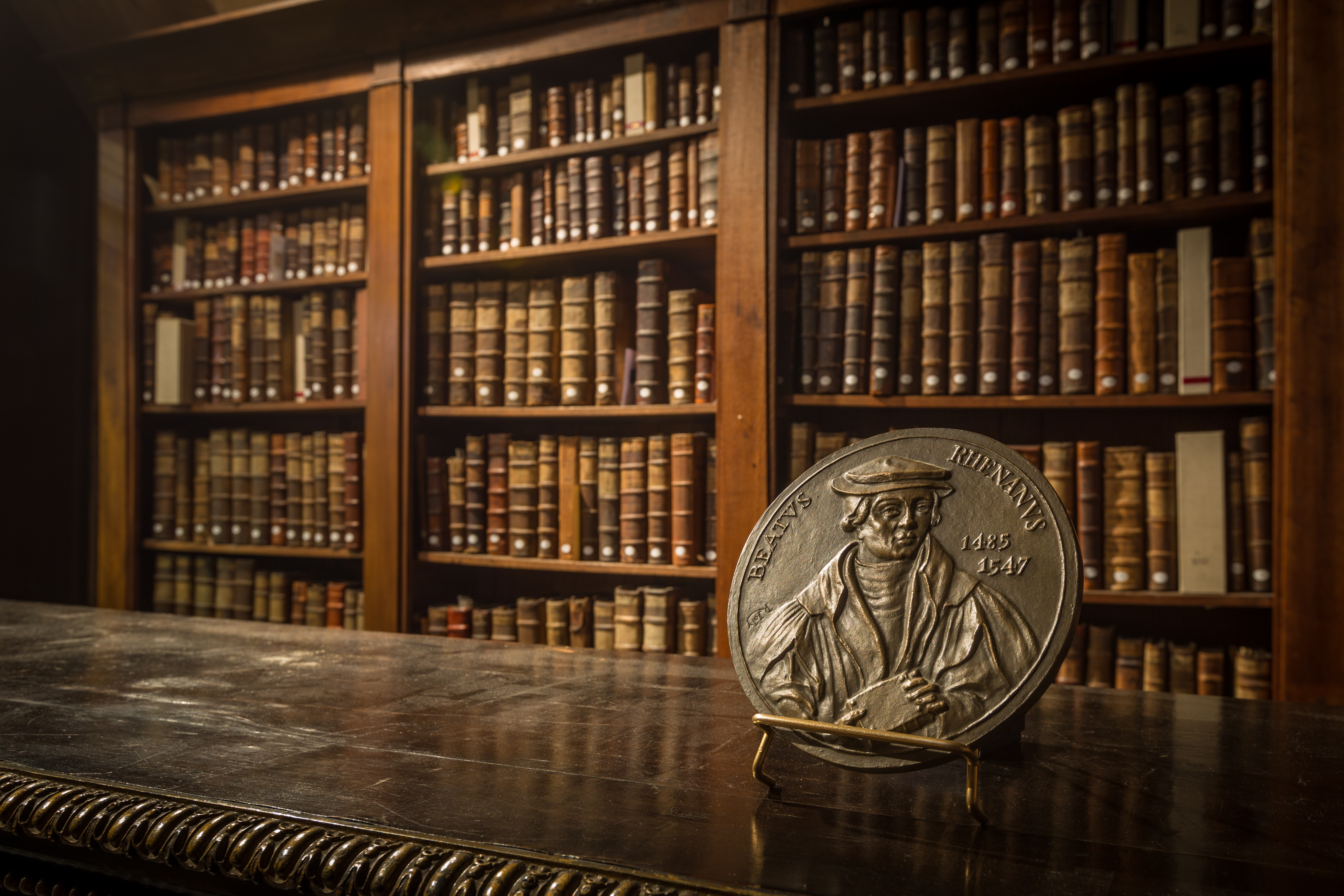
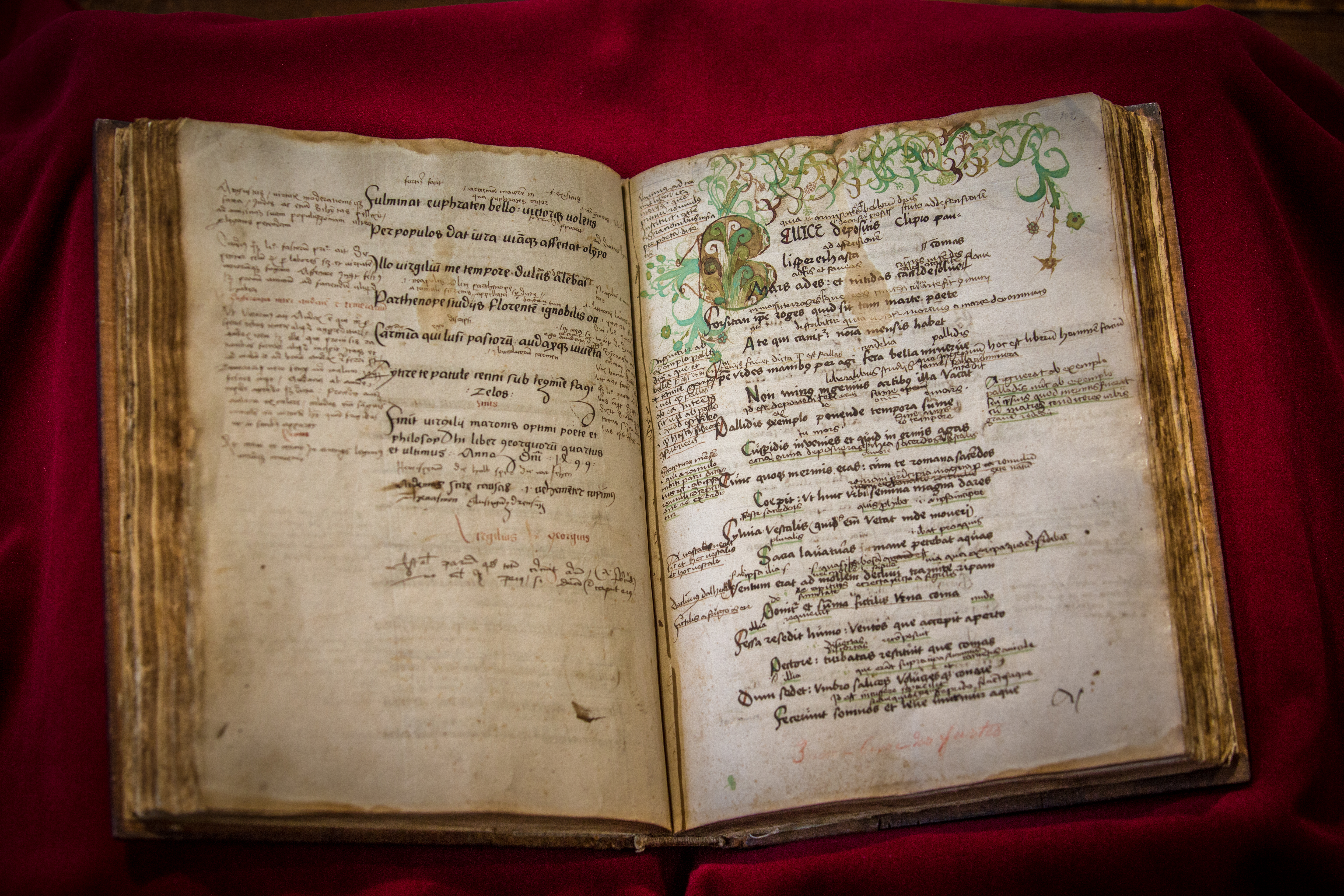
Schoolschrift van Beatus Rhenanus
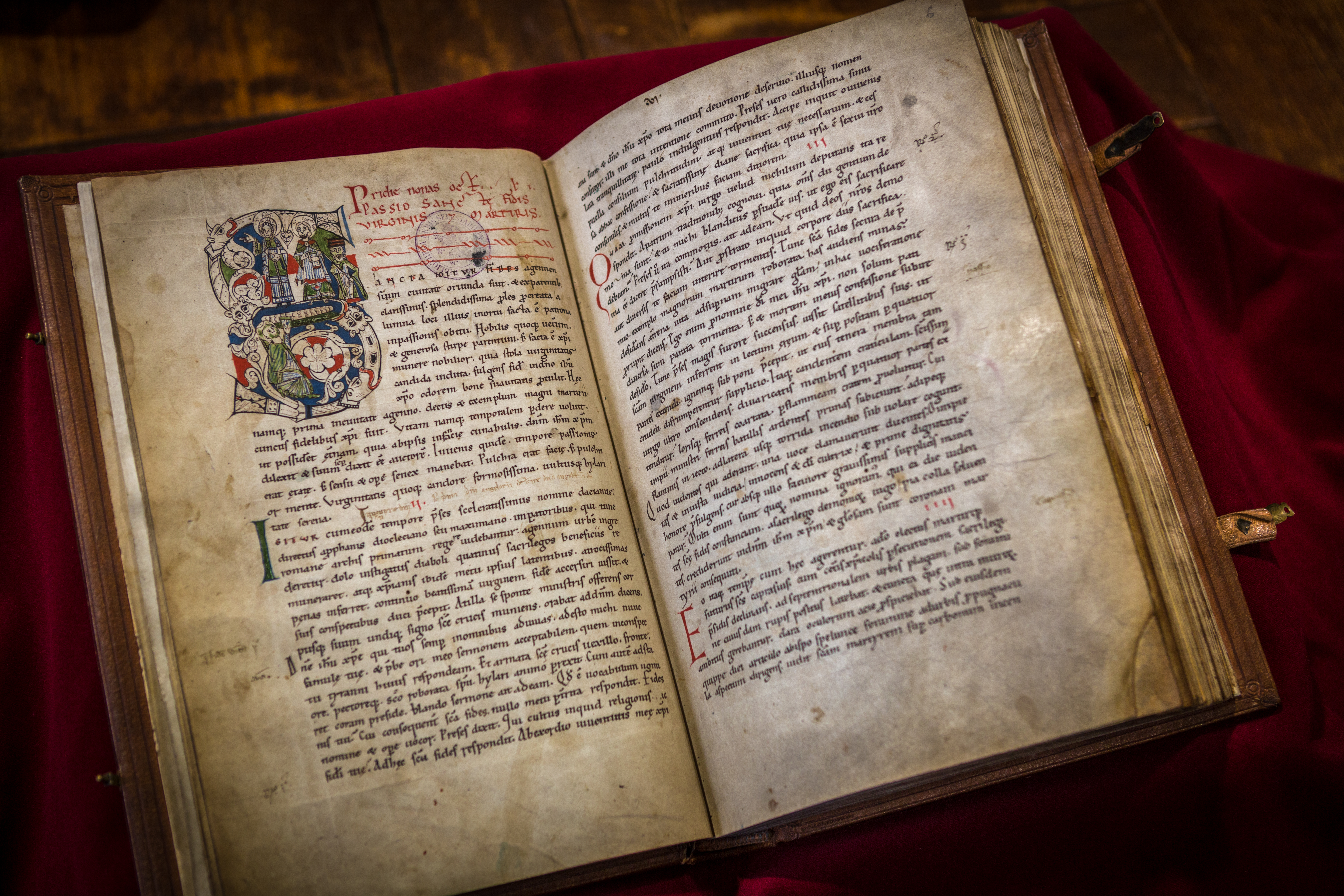
Boek over de mirakels van Sainte-Foy
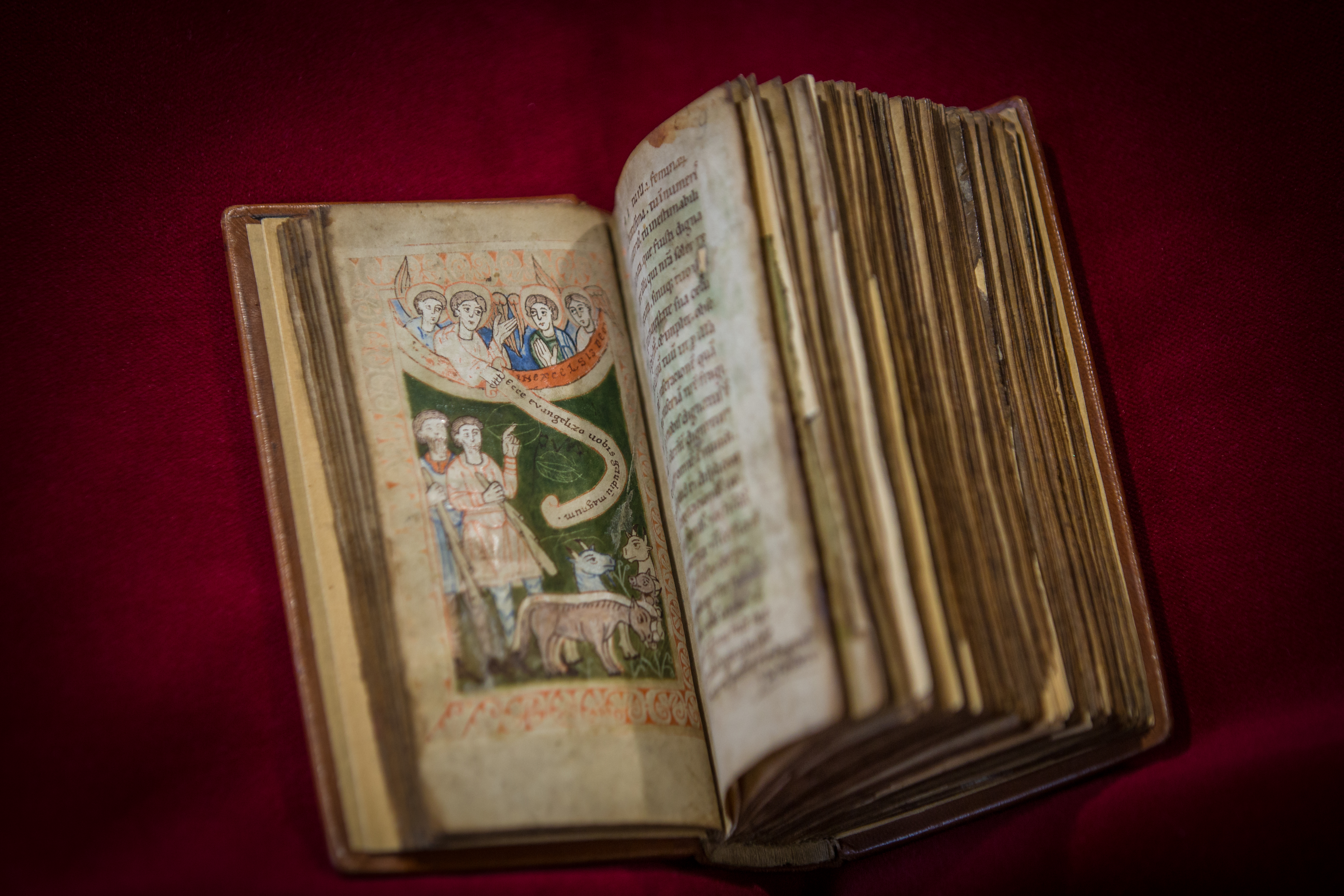
Gebedenboek uit de 12e eeuw